# 2046 Leningrad
A 2046 Leningrad (ideiglenes jelöléssel 1968 UD1) a Naprendszer kisbolygóövében található aszteroida. Tamara Mikhaylovna Smirnova fedezte fel 1968. október 22-én.